# Hieraaetus
Hieraaetus är ett släkte i familjen hökar inom ordningen hökfåglar. Släktet omfattar fem nu levande arter, med vidsträckt utbredning i Europa, södra Asien, Nya Guinea och Australien samt nordvästra Afrika och Afrika söder om Sahara:
- Ödleörn (H. wahlbergi)
- Fläckörn (H. ayresii)
- Pygméörn (H. weiskei)
- Dvärgörn (H. pennatus)
- Småörn (H. morphnoides)

Ytterligare en art, moaörnen (H. moorei) dog ut tidigare under holocen.